# 浅井正
浅井 正（あさい ただし、1935年11月28日 -1990年1月6日）は、レスラー。1956年メルボルンオリンピック4位入賞。北海道留萌支庁増毛郡増毛町生まれ。

## 略歴
北海道増毛高等学校-中央大学-北日本砂鉄鉱業
高校と大学を通じて、金メダリストの池田三男と同期、プロ野球国鉄スワローズに進んだ桂本和夫は1期上、増毛高-中大のラインは松江喜久弥の時代から始まり、中大黄金時代の屋台骨となった。

## 国際大会での成績
中央大学3年の時にメルボルンオリンピックでフライ級4位入賞、増毛高校の全国制覇メンバー3人が入賞する大活躍だった。
中大卒業後の1960年ローマオリンピックでもレスリング王国増毛高校勢は3人が出場し、4期下の佐藤多美治とともに4位入賞した。
- オリンピックの記録
  - 1956年-メルボルン大会五輪-レスリング-フリースタイル・フライ級（4位入賞）
  - 1960年-ローマ大会五輪-レスリング-フリースタイル・バンタム級（4位入賞）
- 世界選手権の記録
  - 1959年-世界選手権テヘラン大会-レスリング-フリースタイル・バンタム級（4位入賞）
- アジア大会の記録
  - 1962年-ジャカルタアジア大会-レスリング-フリースタイル・バンタム級（優勝）

## 国内での成績
- 1953年＝優勝（フライ級）
- 1954年＝優勝（フライ級）
- 1955年＝優勝（バンタム級）
- 1956年＝優勝（バンタム級）
- 1957年＝優勝（バンタム級）
- 1958年＝優勝（バンタム級）
- 1959年＝優勝（バンタム級）
- 1960年＝優勝（バンタム級）
- 1961年＝優勝（バンタム級）
- 1962年＝優勝（バンタム級）
- 1963年＝優勝（バンタム級）